# Attenella delantala
Attenella delantala är en dagsländeart som först beskrevs av Mayo 1952.  Attenella delantala ingår i släktet Attenella och familjen mossdagsländor. Inga underarter finns listade i Catalogue of Life.